# Бискупин
Бискупинское городище (пол. Stanowisko archeologiczne w Biskupinie) — археологический памятник лужицкой культуры, расположенный на территории гмины Гонсава Жнинского повята, современной Польша.
Бискупинское городище находится на одном из полуостровов Бискупинского озера на расстоянии 40 км юго-западнее Быдгоща.

## История
В 1933 году археологи Ю. Костшевский и 3. Раевский обнаружили на одном из полуостровов озера следы древнего поселения. Благодаря болотистой местности, деревянные строения, относящиеся приблизительно к 550 году до нашей эры, отлично сохранились. Это дало возможность археологам воссоздать облик домов, оград, технологию их возведения.
Заселение Бискупина, по оценкам ученых, проходило с середины бронзового века, примерно с XIV века до нашей эры но до периода раннего железного века или около V века до но нашей эры.
Городище было обнесено высокой оградой на земляном фундаменте. Городня (внешние стены) выполнены из дерева, внутренняя часть — наполнена землёй. Дома (их насчитали около 105) стояли очень плотно друг другу и фактически образовывали 13 длинных улиц. Устроены они были просто — сени, в центре жилища — очаг, налево — лежанки. В сенях в зимнее время мог находиться скот.
Находки свидетельствуют о том, что жители занимались, в основном, земледелием, скотоводством, обработкой железа, рыболовством, охотой, собирательством и другим.
В ходе археологических раскопок на месте этого поселения было найдено около 6 000 000 различных предметов. Среди них сети, ткацкие станки, колёса, лодки, большое количество разнообразной посуды, в том числе, керамической. Некоторые находки указывают на торговые связи со скифскими племенами Северного Причерноморья.
Сейчас Бискупинское городище — музей под открытым небом. В нём можно увидеть тщательно восстановленные улицы и дома городища, выставленные на всеобщий просмотр археологические сокровища. Летом здесь проводятся археологические фестивали.

## Датировка
Дендрохронологический анализ обеспечил точную датировку строительства домов городища. Дубовые брёвна, из которых были построены дома, срублены в 747—722 годах до н. э. При этом около 60 % образцов были срублены зимой 738/737 года до н. э.

## Деревня
Рядом с озером расположена деревня Бискупин. Численность населения — 320 жителей.

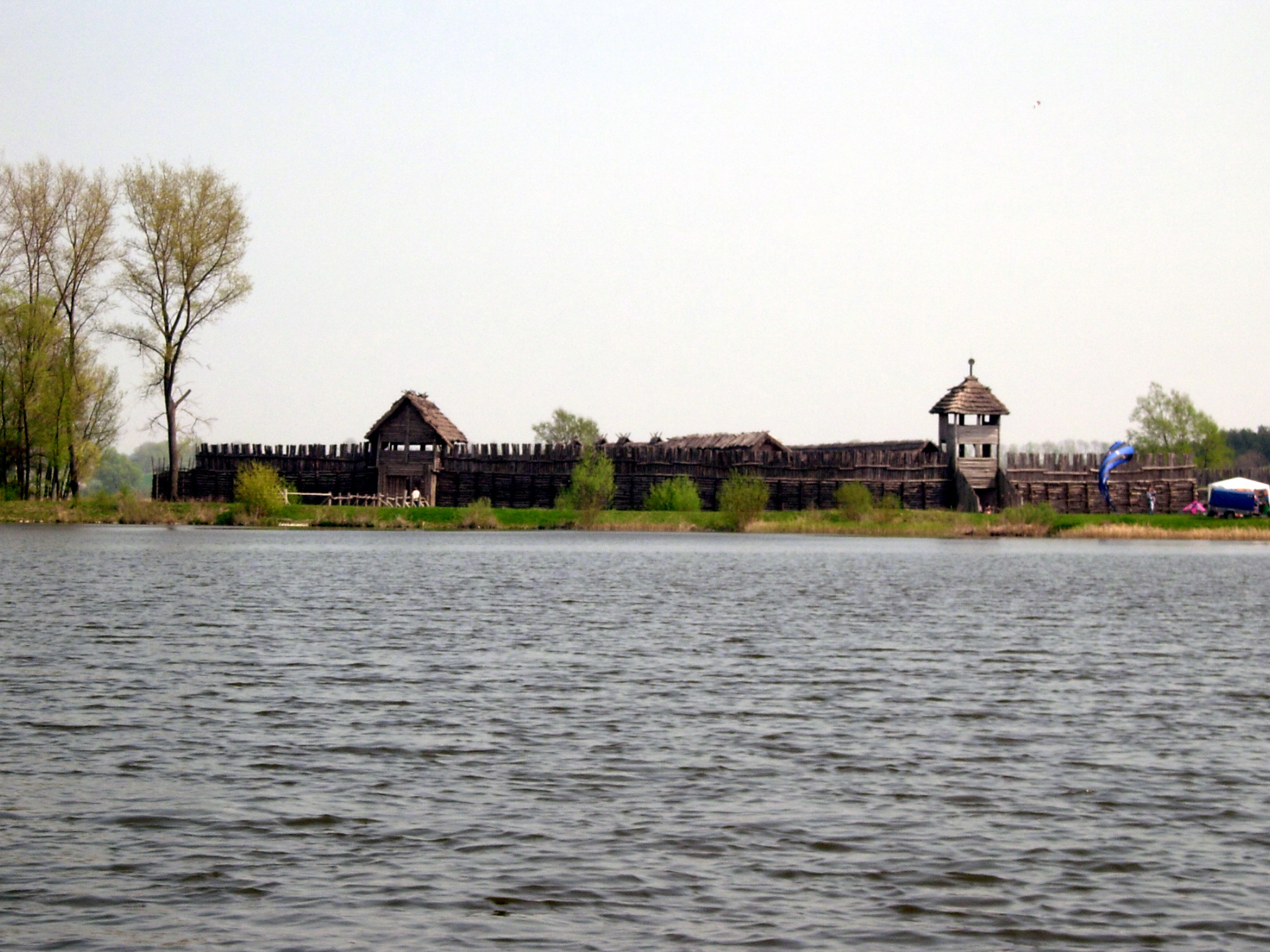
Вид с озера на городище Бискупин.